# Рогодзьоб філіппінський
Рогодзьо́б філіппі́нський (Sarcophanops steerii) — вид горобцеподібних птахів родини рогодзьобових (Eurylaimidae).

## Поширення
Ендемік Філіппін. Поширений на острові Мінданао та сусідніх дрібних Дінагат, Сіаргао, Басілан, Поней та Маламуї.

## Опис
Птах завдовжки 17 см. Тіло кремезне, голова округла та велика з короткою шиєю, великими очима, з плоским та широким дзьобом, ледь зігнутим на кінці. Навколо очей є карункул (м'язистий наріст з ділянкою голої шкіри) блакитного кольору. Спина та крила темно-коричневі. На крилах є широка поперечна жовто-біла смуга. Махові пера чорні. Голова та горло чорні з фіолетовим відтінком. Навколо шиї є біла смуга. Крижі та хвіст кольору кориці. Груди та черево світлі. Задня частина черева і підхвістя жовтувато-білі.

## Спосіб життя
Живе під густим пологом дощових лісів. Трапляється поодинці або парами. Живиться комахами та іншими безхребетними, рідше дрібними хребетними, ягодами та фруктами. Розмноження цих птахів вивчене погано.